# Lithophyllum incrustans
Lithophyllum  incrustans Philippi, 1837  é o nome botânico  de uma espécie de algas vermelhas pluricelulares do gênero Lithophyllum, família Corallinaceae.
- São algas marinhas encontradas na Europa, África e em algumas ilhas do Atlântico e Índico.

## Sinonímia
- Lithophyllum incrustans f. depressa  (P. Crouan & H. Crouan) Foslie
- Lithophyllum incrustans f. angulata  Foslie
- Corallium cretaceum lichenoides  Ellis, 1755
- Spongites confluens  Kützing, 1841
- Melobesia polymorpha  Harvey, 1843
- Lithothamnion depressum  P.L. Crouan & H.M. Crouan, 1867
- Lithothamnion polymorphum f. confluens  (Kützing) Vinassa, 1892
- Lithothamnion incrustans f. depressum  (P.L.Crouan & H.M.Crouan) Foslie, 1895
- Lithothamnion incrustans  (Philippi) Foslie, 1895
- Crodelia incrustans  (Philippi) Heydrich, 1911